# Xã Meade Center, Quận Meade, Kansas
Xã Meade Center (tiếng Anh: Meade Center Township) là một xã thuộc quận Meade, tiểu bang Kansas, Hoa Kỳ. Năm 2010, dân số của xã này là 2.001 người.